# Contrat de projet
Ne doit pas être confondu avec Contrat à durée indéterminée de chantier.
En France, le contrat de projet est un type de contrat de travail à durée déterminée mis en place par la loi du 6 août 2019 de transformation de la fonction publique pour les agents contractuels de la fonction publique.
Les modalités du contrat de projet sont définies par le décret n° 2020-172 du 27 février 2020 relatif au contrat de projet dans la fonction publique.